# Johann Maximilian zum Jungen

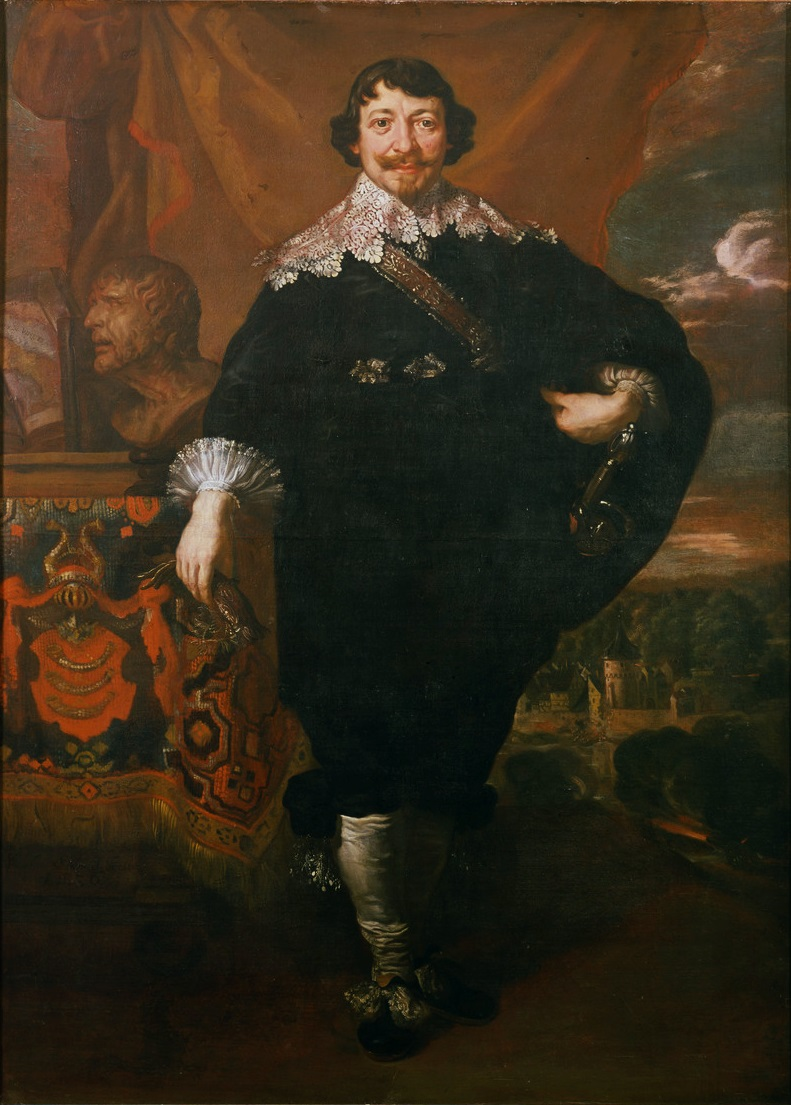
Johann Maximilian zum Jungen (Porträt von Joachim von Sandrart, 1636)

Johann Maximilian zum Jungen (* 16. September 1596 in Frankfurt am Main; † 9. Juni 1649 ebenda), genannt „der Gelehrte“, war ein Politiker und Gelehrter der Reichsstadt Frankfurt am Main. Seine hinterlassene Bibliothek, die Bibliotheca Jungiana, gehörte zu den bedeutendsten Privatsammlungen des 17. Jahrhunderts.

## Leben und Werk
Johann Maximilian zum Jungen gilt als herausragender Vertreter der Frankfurter Patrizierfamilie zum Jungen, die bereits seit 1430 der Gesellschaft Alten Limpurg angehörte. Er war ein Sohn des Schöffen Johann Hector zum Jungen (1570–1635) und seiner Ehefrau Christina geb. Kellner (1570–1613).
Er studierte 1614 bis 1619 Rechtswissenschaft in Helmstedt und Jena, anschließend zwei Jahre in Frankreich, vor allem an der Universität Bourges. Danach hielt er sich zweieinhalb Jahre in Italien auf, insbesondere am großherzoglichen Hof in Florenz. In dieser Zeit erwarb er sich umfassende Sprachkenntnisse, die er durch eine Bildungsreise 1624 in die Niederlande noch erweiterte. Insgesamt beherrschte er fünf Sprachen: Deutsch, Latein, Italienisch, Französisch und Spanisch. Die geplante Weiterreise nach England konnte er wegen einer dort ausgebrochenen Pest nicht antreten.
1625 ließ er sich in seiner Heimatstadt nieder und heiratete Maria Salome von Stalburg (1602–1646), Tochter des Bürgermeisters Daniel von Stalburg. Mit ihr hatte er einen Sohn Daniel (1627–1678) und eine Tochter Anna Christina (1628–1665).
Am 11. Januar 1626 erwarb zum Jungen das Frankfurter Bürgerrecht. 1633 wurde er in den Rat der Stadt aufgenommen. 1635 wurde er städtischer Zeugherr und führte die Verteidigung am Fahrtor gegen die schwedischen Truppen, die im August 1635 Sachsenhausen besetzt und sich in der Brückenmühle und dem Sachsenhäuser Brückenturm verschanzt hatten. 1637/38 war er Jüngerer Bürgermeister. 1639 rückte er auf die Schöffenbank des Rates vor und wurde 1644/45 Älterer Bürgermeister.
Zum Jungen vertrat die Interessen der Reichsstadt Frankfurt mehrfach in diplomatischer Mission, unter anderem 1638 beim oberrheinischen Kreistag zu Worms, 1641 auf dem Reichstag zu Regensburg, und 1646 zusammen mit Stadtsyndikus Zacharias Stenglin bei den Verhandlungen zum Westfälischen Frieden in Osnabrück. Nach dem Tod seiner Frau ließ er sich zurückrufen.
Zum Jungen galt als politisch umsichtige, gelehrte und sprachgewandte Persönlichkeit. Er stand mit bedeutenden Gelehrten seiner Zeit in Briefwechsel und hinterließ eine handschriftliche Geschichte der Frankfurter Geschlechter. Er begann schon als Student mit dem Aufbau einer großen Privatbibliothek. Er ergänzte die Sammlung regelmäßig durch Käufe auf der Frankfurter Messe und Bestellungen in Italien. Zwischen 1642 und 1648 gab er 4100 Gulden für seine Bibliothek aus. Alle Bücher wurden in Pergament oder Leder gebunden und mit einem Exlibris versehen, das zum Jungens Wahlspruch “Aeternitatem cogita” (deutsch: „Denk an die Ewigkeit“) trug. Bei seinem Tod hinterließ er eine Sammlung von etwa 5000 Bänden, darunter etwa 900 Titel in französischer und 600 in italienischer Sprache, 85 Handschriften und 44 Inkunabeln. Zur Bibliothek gehörte eine Sammlung zeitgenössischer Flugschriften, die zum Jungen eigenhändig gesammelt und mit dem Titel „Discursus politici“ in 116 Pergamentbänden hatte binden lassen.
Die Bibliothek gehörte zu den wertvollsten Privatsammlungen des 17. Jahrhunderts. Kardinal Mazarin soll vergeblich 16.000 Gulden für ihren Erwerb geboten haben. 1682 veröffentlichte Johann Martin Waldschmidt den überarbeiteten Katalog der Bibliotheca Jungiana, wodurch der Rat der Stadt auf ihren Wert aufmerksam wurde. 1689/1690 erwarb er die Bibliothek von zum Jungens Enkeln zum Vorzugspreis von 3300 Gulden. Dies entsprach dennoch dem 55-fachen des jährlichen Ankaufsetats von 60 Gulden. Der Rat fügte die Sammlung der Stadtbibliothek hinzu, die ihren Bestand damit schlagartig verdoppelte. Zur Unterbringung der Bibliothek ließ der Rat eigens einen neuen Saal im Barfüßerkloster anlegen und setzte Waldschmidt als hauptamtlichen Stadtbibliothekar ein.
Die Flugschriftensammlung ging bei den Luftangriffen auf Frankfurt am Main verloren bis auf die beiden Bände Nr. 100 und Nr. 116, die zufällig ausgelagert waren. Erhalten ist jedoch der vollständige Katalog, den Paul Hohenemser 1930 veröffentlicht hatte.